# Levan (Utah)
Levan é uma cidade  localizada no estado norte-americano de Utah, no Condado de Juab.

## Demografia
Segundo o censo norte-americano de 2000, a sua população era de 688 habitantes.
Em 2006, foi estimada uma população de 834, um aumento de 146 (21.2%).

## Geografia
De acordo com o United States Census Bureau tem uma área de
2,0 km², dos quais 2,0 km² cobertos por terra e 0,0 km² cobertos por água.

## Localidades na vizinhança
O diagrama seguinte representa as localidades num raio de 32 km ao redor de Levan.